# 3 لصوص (فلم)
ثلاث لصوص هو فيلم مصري من إنتاج عام 1966، ويحكي ثلاث قصص منفصلة عن ثلاثة لصوص، وهو من تأليف إحسان عبد القدوس وإنتاج صلاح ذو الفقار، وقام بدور القاضي الفنان يحيى شاهين.

## قائمة القصص

### القصة الأولى: سارق الدهب
تدور الأحداث حول «محسن» موظف يتم نقله إلى القاهرة، يبحث عن شقة ليسكن بها، يجد شقة لكن يفاجأ بغلو سعرها ويشترط أن يقوم بشراء اللحوم من صاحب الشقة الذي يمتلك محل للجزارة، يتعرف على زوجة الجزار ويذهب إلى شقتها وتعطيه بعضا من ذهبها، تتعرف الزوجة على شخص آخر يأتي لشراء شقة أخرى، ترفض الزوجة مقابلة محسن فيقرر سرقة ذهب الزوجة.

### طاقم التمثيل
- صلاح ذو الفقار بدور (محسن)
- هند رستم بدور (نرجس - زوجة مدبولي)
- سعيد أبو بكر بدور (مسعد البواب)
- محمد رضا بدور (مدبولي الجزار)
- يوسف فخر الدين بدور (الساكن الجديد)

### فريق العمل
- إخراج: فطين عبد الوهاب
- سيناريو وحوار: عبد الرحيم حجاج
- تصوير: محمود فهمي
- مونتاج: رشيدة عبد السلام

### القصة الثانية: سارق الأتوبيس
تدور الأحداث حول «الأسطى فهمي» سائق يعمل بتوصيل البضائع، تشعر زوجته بالإعياء فيصحبها إلى الطبيب الذي يخبره بإصابتها بمرض روماتيزم في القلب، تشعر زوجتة بالتعب أثناء عمله فيقوم بشراء الدواء ويستقل الأتوبيس ليذهب لزوجته، يطلب من السائق الإسراع بسبب تعب زوجنه وحاجتها للعلاج ولكن يخبرة أنه إذا أراد الإسراع فعليه باستقلال تاكسي، ثم يترك السائق الأتوبيس ويذهب لشرب الشاي فيطلب منه فهمي أن يرجع للأتوبيس لكن يخبره السائق أنة يأخذ استراحة، ثم يتشاجر الكمسري مع أحد الركاب بسبب الأجرة ويذهب السائق لقسم الشرطة فيقوم فهمي بسرقة الأتوبيس لكن تموت زوجته.

### طاقم التمثيل
- فريد شوقي بدور (فهمي)
- نبيلة عبيد بدور (بثينة - زوجة فهمي)
- عبد المنعم إبراهيم بدور (الكمسري)
- عدلي كاسب بدور (سائق الأتوبيس)
- عادل إمام بدور (راكب بالأتوبيس)
- سهير الباروني بدور (راقصة - راكبة بالأتوبيس)
- محمد شوقي بدور (حانوتي - راكب بالأتوبيس)
- الدكتور شديد بدور (عواد - راكب بالأتوبيس)

### فريق العمل
- إخراج: حسن الإمام
- سيناريو وحوار: السيد بدير - يوسف فرنسيس
- تصوير: مصطفى حسن
- مونتاج: رشيدة عبد السلام

### القصة الثالثة: سارق عمته
تدور الأحداث حول «منعم» شاب يعيش مع عمته توحيدة، يتقدم لخطبة فتاة ولكنه لا يجد شقة ليتزوج بها، ترفض عمته توحيدة زواجه من ناهد في شقتها، يتقدم لخطبة ناهد شخص آخر ويمتلك شقة، تتعب توحيدة فجأة ويطلب الدكتور من منعم الهدوء والراحة التامة لعمته، يفكر منعم بالزواج من ناهد بالشقة بعد وفاة عمته، تقول له والدة ناهد أنها ستخطب ابنتها للشخص الآخر إذا لم يجد شقة أو إذا لم تتوف عمته، يقوم منعم بالتنكر بزي شبح وإخافة عمته فتفقد الوعي ويظن أنها ماتت فيهرب، تأتي إليه عمته وتخبرة أنها وافقت على زواجه من ناهد وتعطيه مفتاح الشقة كما تخبرة أنها تنازلت له عن أموالها وتعطيه مفتاح الخزنة، وعندما يذهب ليأخذ الأموال تبلغ عنه عمته الشرطة ويتم القبض عليه.

### طاقم التمثيل
- حسن يوسف بدور (منعم)
- مديحة سالم بدور (ناهد - خطيبة منعم)
- نجمة إبراهيم بدور (توحيدة - عمة منعم)
- ميمي شكيب بدور (والدة ناهد)
- إحسان شريف بدور (فريدة - عمة منعم)
- أبو بكر عزت بدور (محمد العريان)

### فريق العمل
- إخراج: كمال الشيخ
- سيناريو وحوار: عبد الرحيم حجاج
- تصوير: كمال كريم
- مونتاج: جلال مصطفى

## وصلات خارجية
- مقالات تستعمل روابط فنية بلا صلة مع ويكي بيانات